# Benešovice
Benešovice (deutsch Beneschau) ist eine Gemeinde im Plzeňský kraj, Tschechien. Der Ort wurde erstmals 1115 erwähnt und hat 229 Einwohner (Stand: 1. Januar 2023), registriert sind auch 15 Unternehmen.
Benešovice liegt 8 km westlich von Stříbro an der Dálnice 5 / Europastraße 50.

## Geschichte
Nach dem Münchner Abkommen wurde der Ort dem Deutschen Reich zugeschlagen und gehörte bis 1945 zum Landkreis Mies.

## Sehenswürdigkeiten
- Kapelle der Jungfrau Maria in der Dorfmitte.

## Ortsteile
Die Gemeinde Benešovice besteht aus den Ortsteilen Benešovice (Beneschau) und Lom u Stříbra (Lohm bei Mies), die zugleich auch Katastralbezirke bilden.